# Baldassare Croce

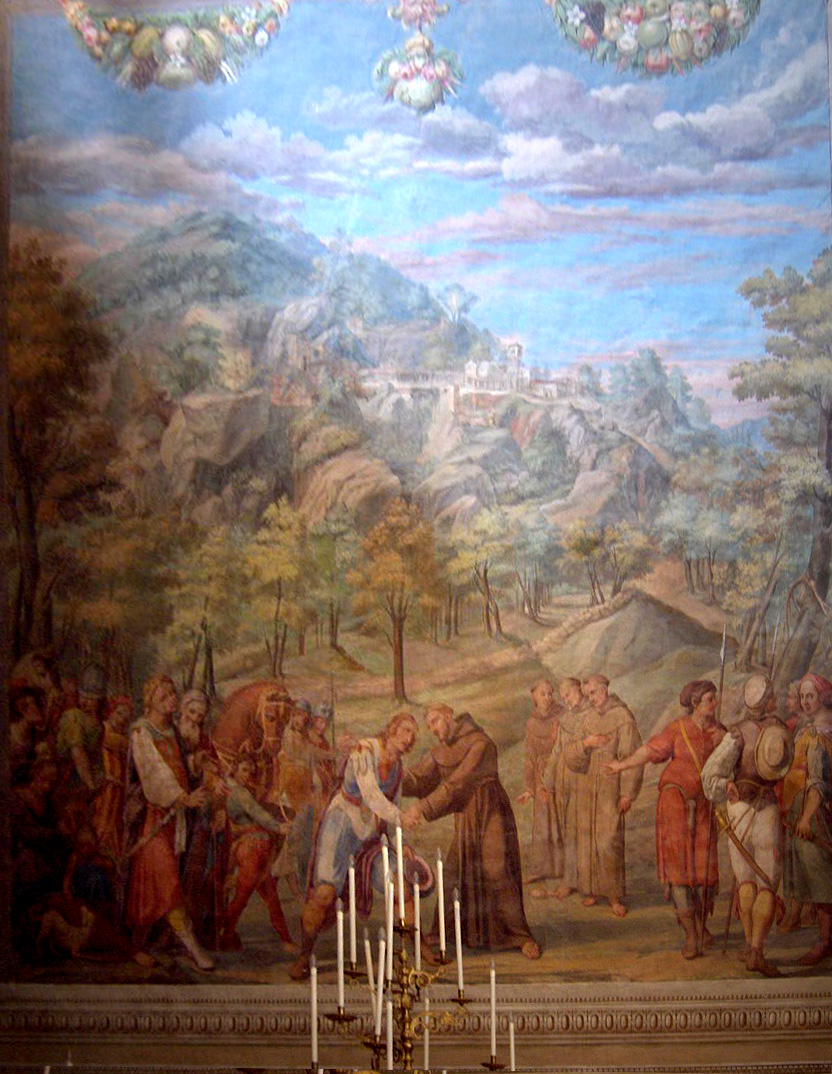
San Francisco de Asís recibiendo a los laicos en su Tercera Orden, obra de 1602-1603 en la basílica de Nuestra Señora de los Ángeles, Asís

Baldassare Croce (Bolonia, 1558 - Roma, 8 de noviembre de 1628) fue un pintor italiano del período Manierista tardío, activo principalmente en Roma y sus alrededores.    .

## Biografía
Después de una primera formación en Bolonia se mudó a Roma a una edad temprana. Allí trabajó en 1576-1577 en la decoración del ala norte del patio de san Dámaso del Palacio Apostólico, confiada por el papa Gregorio XIII a Lorenzo Sabbatini.
Fue un pintor académico muy activo en Roma, donde fue miembro de la Academia Nacional de San Luca desde 1581, de la cual fue elegido "príncipe" en enero de 1628, puesto que no pudo concluir abandonándolo en agosto del mismo año, unos meses antes de su muerte. También fue miembro de la Congregazione dei virtuosi al Pantheon, desde 1584.
En Roma, pintó la Sala Clementina del Palacio Apostólico Vaticano, la Cappella di San Francesco de la iglesia del Gesù, trabajó en San Giovanni in Laterano (bajo la dirección de Cesare Nebbia y Giovanni Guerra en la decoración de la Scala Santa) y en Santiago de los Españoles, mientras que en la nave de la iglesia de Santa Susana, seis de sus grandes frescos representan la vida de Santa Susana según el Antiguo Testamento.
También estuvo activo en Umbría a principios del siglo XVII: frescos de la basílica de Nuestra Señora de los Ángeles, Asís, pintados con eIl miracolo di san Martino en el duomo di Foligno.
Regresó a Roma en 1608.  En los años siguientes trabajó en Santa Maria Maggiore en la  sacrestia nuova y en la  cappella Paolina.  Los frescos de la capilla de San Nicola de San Luis de los Franceses se remontan a estos años.
Después de su muerte fue enterrado en el convento de Santa Maria in Via.

## Galería de imágenes

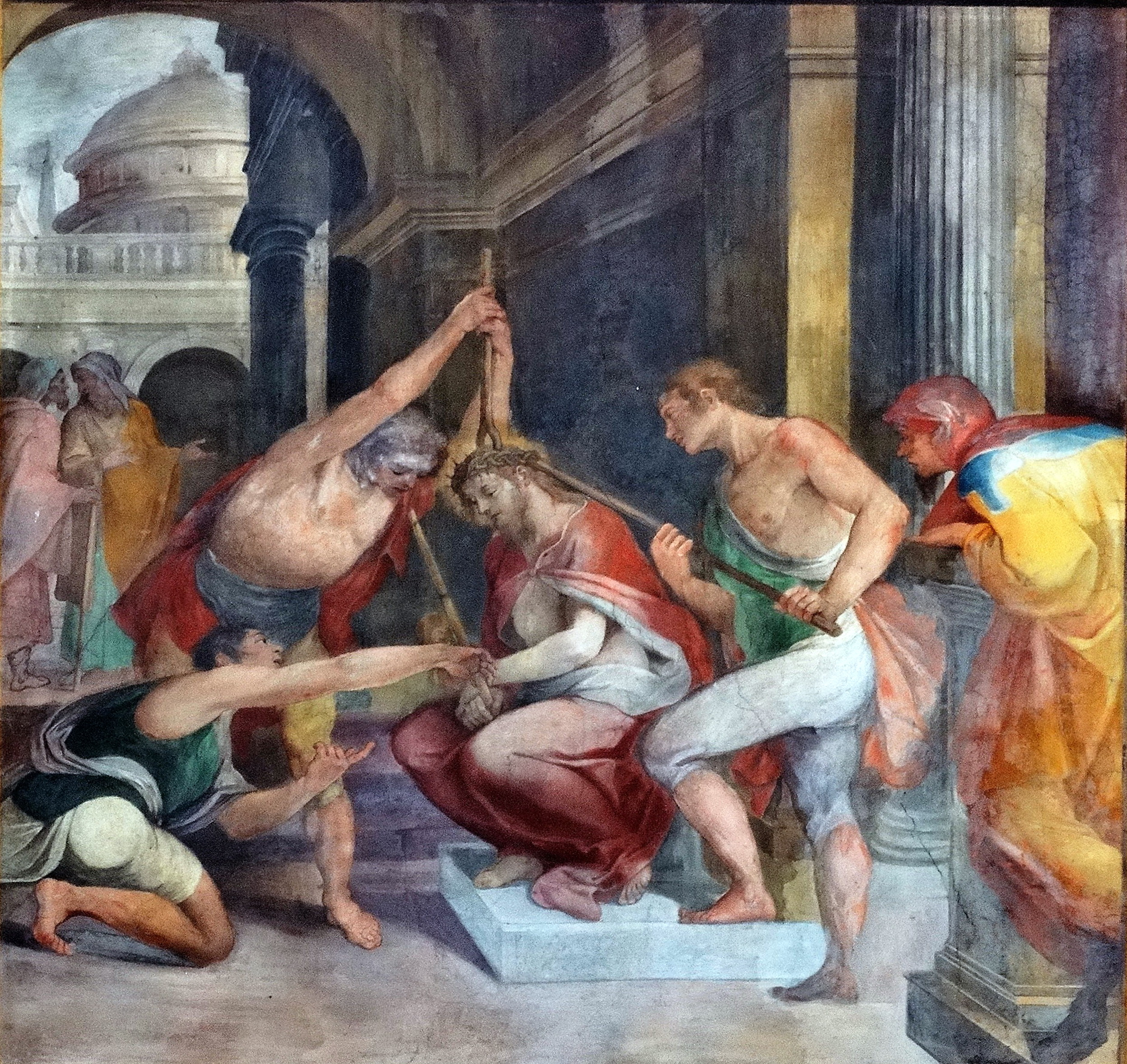
L'incoronazione di spine, en la nave central de Santa Prasedes (Roma, 1594-1596)
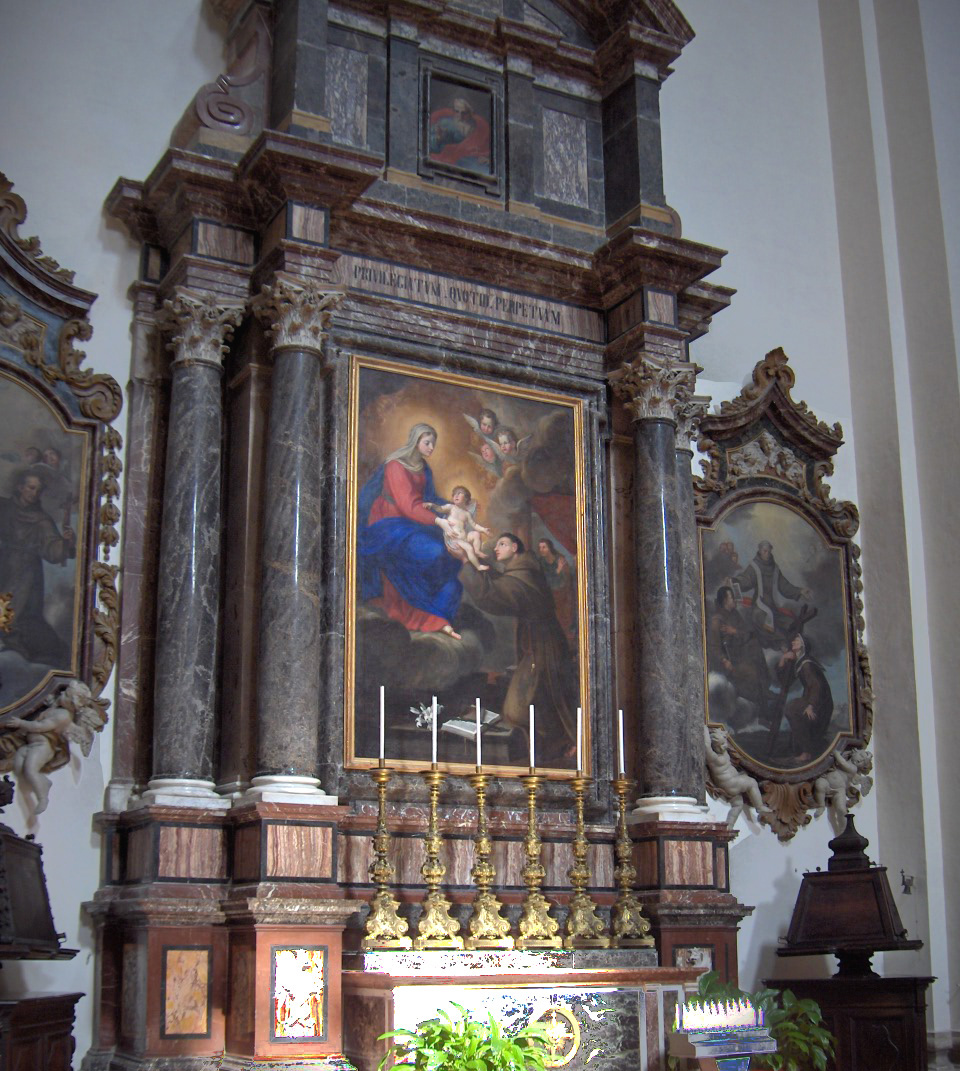
San Francisco obtiene el Pardón de Asis, en la  basílica de Nuestra Señora de los Ángeles, Asís (1602-1603)
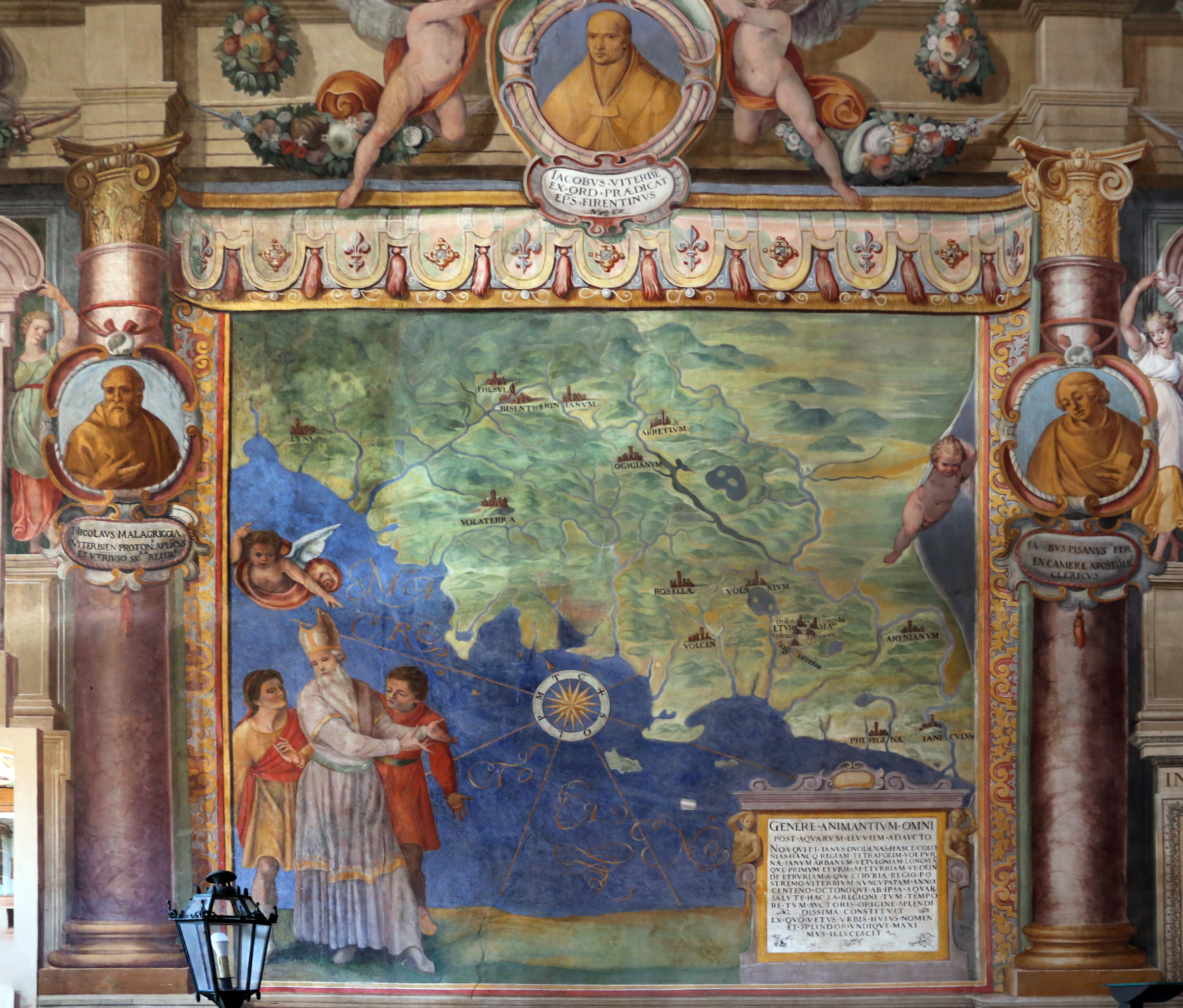
Frescos en la sala regia o erculea del palazzo dei Priori (Viterbo)